# حيوان منزلي

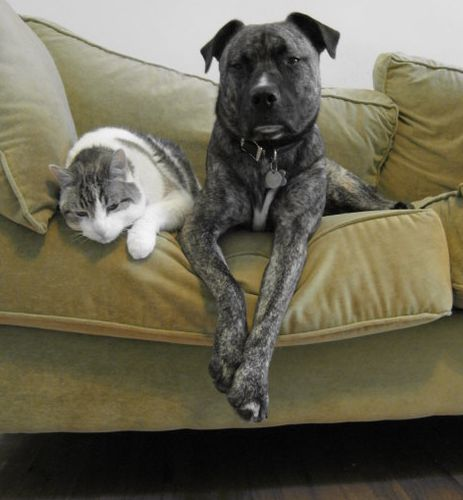
القطط والكلاب من أكثر الحيوانات التي تربى كحيوانات منزلية

الحيوان المنزلي، أو الحيوان المرافق، هو حيوان يحتفظ به في المقام الأول للمرافقة الشخصية، أو الترفيه، أو كنوع من أعمال الرحمة مثل أخذ قطة ضالّة ورعايتها، وليس كحيوان عامل أو ماشية أو حيوان تجارب . غالبًا ما تُعتبر الحيوانات الأليفة الشائعة بأنها تملك مظهرًا جذّابًا وذكاء، ولكن بعض الحيوانات الأليفة يتم اقتنائها على أساس الإيثار وتُقبل كما هي.
تقدم الحيوانات الأليفة لأصحابها (أو "الأوصياء عليها") فوائد جسدية وعاطفية. تنزيه الكلب مثلًا يمرّن كلًّا من الإنسان والكلب، ويزودهما بالهواء النقي والتفاعل الاجتماعي. يمكن أن تعطي الحيوانات الأليفة صحبة للأشخاص الذين يعيشون بمفردهم أو كبار السن الذين لا يتفاعلون مع الآخرين بشكل اجتماعي مناسب. هناك فئة معتمدة طبيًّا من الحيوانات العلاجية، أغلبها من الكلاب والقطط، التي يتم جلبها لزيارة الأشخاص الذين لا يخرجون كثيرًا، مثل الأطفال في المستشفيات أو كبار السن في بيوت التمريض. يستخدم علاج الحيوانات الأليفة الحيوانات المدربة ومدرسيها لتحقيق أهداف معينة بدنية أو اجتماعية أو معرفية أو عاطفية مع المرضى.
غالبًا ما يقتني الناس الحيوانات الأليفة للرفقة أو لحماية منزل أو ملكية أو بسبب جمال الحيوانات أو جاذبيتها. وعدا عن عدم الرغبة، فإن أكثر الأسباب شيوعًا لعدم امتلاك حيوان أليف هو عدم توفر الوقت وعدم توفر السكن الملائم وعدم القدرة على رعاية الحيوان عند السفر. أثار بعض العلماء والمنظمات الأخلاقية ومنظمات حقوق الحيوان القلق بشأن الاحتفاظ بالحيوانات الأليفة بسبب عدم وجود الاستقلالية للحيوانات وتمييزها.

## شعبية الحيوانات الأليفة

### الصين
في الصين، ارتفع الإنفاق على الحيوانات المنزلية من 12.3 مليار دولار في عام 2010 إلى 25 مليار دولار في عام 2018. يمتلك الشعب الصيني 51 مليون كلبًا و41 مليون قطّةً، يفضل أصحاب الحيوانات الأليفة في كثير من الأحيان أن يكون مصدر الحيوانات الأليفة دوليًّا. هناك 755 مليون حيوان أليف، بزيادة عن 389 مليون حيوان في عام 2013.

### إيطاليا
وفقًا لدراسة استقصائية أجرتها جمعيات الأسرة الإيطالية في عام 2009، يقدّر عدد الحيوانات الأليفة في إيطاليا بحوالي 45 مليون حيوانًا. تشمل 7 ملايين كلب و 7.5 مليون قطة و16 مليون سمكة و 12 مليون طائرًا و 10 ملايين ثعبانًا.

### المملكة المتحدة
أظهر استطلاع أجرته جامعة بريستول في عام 2007 أن 26% من الأسر في المملكة المتحدة تملك القطط و31٪ تملك الكلاب، ويقدر إجمالي العدد بنحو 10.3 مليون قطة و10.5 مليون كلب في عام 2006. كما وجد الاستطلاع أن 47.2٪ من الأسر التي لديها قط لديها شخص واحد على الأقل حاصل على درجة علمية، مقارنة بـ 38.4٪ من الأسر التي تملك كلبًا.

## الآثار على صحة الحيوانات الأليفة
قد يكون الحفاظ على الحيوانات الأليفة ضارًّا بصحتها في حالة عدم استيفاء شروط معينة. من بين القضايا المهمة التغذية غير المناسبة، والتي قد تؤدي إلى تأثيرات سريرية. على سبيل المثال، قد يكون استهلاك الكلاب للشوكولاتة والعنب قاتلًا.
بعض أنواع النباتات المنزلية يمكن أن تكون سامة إذا استهلكتها الحيوانات الأليفة. ومن الأمثلة على ذلك شجرة الحب وزنابق عيد الفصح (التي يمكن أن تسبب ضررا شديدا في الكلى للقطط)، وبنت القنصل، والبيغونيا، والصبر الحقيقي  (وهي سامًة نوعًا ما للكلاب).
كما أن الحيوانات المنزلية، ولا سيما الكلاب والقطط في المجتمعات المتحولة الصناعية، معرضة بشدة للسمنة. تبين أن الحيوانات الأليفة ذات الوزن الزائد معرضة لخطر الإصابة بمرض السكري، ومشاكل الكبد، والألم المشترك، وفشل الكلى، والسرطان. يعتبر نقص التمارين الرياضية والوجبات الحرارية العالية من المساهمين الرئيسيين في السمنة لدى الحيوانات الأليفة.